# Willi König (Politiker)
Willi König (* 25. Februar 1907 in Schönebeck (Elbe); † 28. Juli 1983 ebenda) war ein deutscher Politiker, Oberbürgermeister von Schönebeck und Landtagsabgeordneter (KPD, SED).

## Leben
Er war der Sohn des Fabrikarbeiters Otto König. Er besuchte 1914 bis 1921 die Volksschule in Schönebeck und machte 1921 bis 1924 eine Lehre als Zimmermann. Bis 1927 war er in verschiedenen Städten im erlernten Beruf tätig.
Willi König trat 1927 in die KPD ein und wurde im gleichen Jahr Unterbezirksvorsitzender seiner Partei im Landkreis Kalbe. Er war 1932 bis 1933 Vorsitzender des Zimmererverbandes in Schönebeck.
Nach der Machtergreifung der Nationalsozialisten wurde er 1933 verhaftet und vom Volksgerichtshof zu einer Gefängnisstrafe verurteilt. 1936 wurde er aus dem Gefängnis entlassen.
1945 reorganisierte er die KPD in Schönebeck und wurde von der SMAD zum Oberbürgermeister der Stadt ernannt. Nach der Zwangsvereinigung wurde er Mitglied der SED. Bei den halbfreien Landtagswahlen in der SBZ 1946 wurde er im Wahlbezirk II (Burg, Magdeburg, Schönebeck, Jerichow I, Wolmirstedt, Haldensleben, Wanzleben) in den Landtag Sachsen-Anhalt gewählt.
Am 7. Juni 1949 wurde er Abteilungsleiter in der Landesleitung der SED.